# We Will Rock You
«We Will Rock You» (в переводе с англ. — «Мы вас раскачаем») — песня английской рок-группы Queen из альбома News of the World. Написана Брайаном Мэем. Несмотря на то, что песня выпущена в виде сингла лишь в некоторых странах, она завоевала огромную популярность по всему миру и к ней был снят видеоклип. В Америке «We Will Rock You» и «We Are the Champions» вышли на одной стороне пластинки, так как там их всегда играли вместе — на радио, на спортивных состязаниях и даже в альбоме они были записаны вместе.
Песня достигла 146-й строчки рейтинга «Песни века» Американской ассоциации звукозаписывающих компаний. Ритм "We Will Rock You" стал первой мелодией переданной из осознанных снов в режиме реального времени. Исследование было опубликовано в Dreaming, рецензируемом научном журнале American Psychological Association.

## Песня
Песня известна благодаря своему запоминающемуся ритму — два удара ногой и один хлопок руками. Такое сопровождение открывает песню и длится до самого конца. Песня уникальна ещё тем, что в ней играет лишь один музыкальный инструмент — электрогитара. Мэй вступает на ней после третьего куплета во время второго повторения «We will, we will rock you». Он начинает скользить по струнам, создавая однотонный звук, который делается всё громче и громче. После четвёртого повторения этих слов Мэй начинает играть своё соло, и вместе с ним заканчивается песня. Первоначально в песне должны были быть слова «We Will Beat You», но Меркьюри сказал, что так звучит глупо, и заменил слова.
На концертах песня игралась другим образом, однако своего звучания не теряла. Вместо ударов ногами и хлопков руками ритм создавал Роджер Тейлор своей ударной установкой. Он играл лишь на двух барабанах, которые обычно находились на разных концах установки. Только с началом гитарного соло несколько раз ударял по тарелкам и опять принимался создавать привычный ритм. Ударные сопровождались бас-гитарой Джона Дикона и электрогитарой Мэя. После этого на сцену выходил Фредди Меркьюри и начинал петь. Часто он брал с собой какие-то другие вещи во время этой песни. Например, надевал какую-нибудь необычную шляпу, или если концерт проходил за границей, то брал с собой большое полотно, на одной стороне которого был флаг Великобритании, а на другой флаг той страны, где проходил концерт.

## Быстрая версия (fast version)
Queen сделали ещё одну версию песни, назвав её «We Will Rock You (fast version)». Такая версия открывала почти каждый концерт группы в период конца 1970-х — начала 1980-х годов. Между этой песней и оригинальной версией есть несколько различий — нет привычного ритма, какой был в первоначальной композиции, песня намного быстрее и тяжелее. Ударные и гитара играют более важную роль. Меркьюри часто пел припев вместе с Тейлором, причём обычно не допевал, и сразу переключался на следующий куплет. После второго куплета Мэй играл совершенно другое гитарное соло. В конце, после третьего куплета, Тейлор играет некоторое время на своих ударных, и песня заканчивается.
Песня вошла в концертные альбомы Live Killers, Queen on Fire – Live at the Bowl и Queen Rock Montreal. В августе 1979 года песня была выпущена в виде сингла с концертной записью песни «Let Me Entertain You» на стороне «Б». Сингл не достиг успеха в чартах.

## Видеоклип

Дикон и Тейлор в клипе. Они не играют на своих инструментах, а только создают ритм песни

Видео снято режиссёром Роком Фликсом в январе 1978 года. Съёмки проходили в заснеженном саду Тейлора в Суррее. Представляет собой выступление группы. Видео снималось вместе с клипом к «Spread Your Wings», и поэтому эти два видео схожи между собой.
Из-за погоды все музыканты одеты в тёплые куртки: Дикон в красную спортивную, Тейлор в тёмную с мехом по краям, Меркьюри в такую же, что и у Тейлора, но кожаную, а Мэй в простую кожаную куртку. Также из деталей одежды стоит отметить тёмные очки в виде звёзд у Меркьюри (ещё он надевал очки лишь в клипах «Spread Your Wings», «Body Language», «Breakthru», «The Invisible Man» и «Innuendo»), оранжевый шарф Мэя и чёрно-белые кожаные сапоги Тейлора, которыми он отстукивает такт ногами.
В клипе известный ритм создают Дикон, Тейлор и Мэй (хотя то, что это делает гитарист, показывается лишь один раз). Они не играют на своих инструментах, хотя у басиста висит его бас-гитара, а ударная установка стоит за музыкантами и в данном случае является для них фоном. Меркьюри в начале песни сидит на ступеньке и потом начинает петь. Изредка показывается лицо Мэя. Припев поют все музыканты, кроме него. Его гитары не видно до последнего момента, пока он не начинает водить по её струнам. В клипе он играет не на Red Special, а на её копии белого цвета. Оригиналу была противопоказана такая температура, при которой снимался клип. Когда Мэй играет соло, его показывают намного чаще по сравнению с предыдущей частью клипа. С началом соло можно заметить, что Меркьюри снимает очки, однако в следующий момент они опять надеты на нём.
Клип часто игрался вместе с клипом к песне с «We Are the Champions». Переход от одного клипа к другому был таким: с началом «We Will Rock You» сапоги Тейлора выбивают прежний клип из кадра и начинается второе видео, но звук «We Are the Champions» продолжается ещё несколько секунд.